# Nisa (Capadocia)
Nisa (en griego antiguo: Νύσσα) fue una pequeña ciudad y sede episcopal en Capadocia, Asia Menor. Es importante en la historia del cristianismo al ser la sede del famoso obispo del siglo IV Gregorio de Nisa. Hoy el nombre se sigue usando para una sede titular tanto por la Iglesia ortodoxa como por la Iglesia católica. 

## Sitio y ubicación
El itinerario de Antonino lo coloca en la carretera de Ancyra a Caesarea, entre Parnassos y Asiana, a 24 millas romanas de Parnassos y 32 de Asiana. La Geografía de Tolomeo la sitúa en 68°20' 38°40 (en sus grados) en la prefectura de Murimene (en griego antiguo: Στρατηγίας Μουριμηνῆς). El Synecdemus y la Notitiae Episcopatuum indican que Nisa estaba en la provincia romana de Cappadocia Prima.
Nisa ha sido identificado con la ciudad moderna de Harmandalı, en el distrito de Ortaköy de la provincia de Aksaray, en del sur de Turquía central. El sitio arqueológico consta de dos montículos, llamados Büyükkale (castillo grande) y Küçükkale (castillo pequeño), a 1 y 2 km al del norte de Harmandalı con la ciudad en sí localizada 1 km al norte. Otra ubicación propuesta es la actual Nevşehir, pero los académicos actuales tienen serias dudas de esta teoría.
El Diccionario de Geografía Griega y Romana de William Smith la coloca en un pueblo, no mencionado en otras fuentes, llamado Nirse o Nissa y afirma que antiguamente el distrito se llamaba Muriane, no lejos del río Halis.

## Historia eclesiástica
Nisa tenía la bastante importancia en albergar una sede sufragánea dependiente de la archidiócesis de Caesarea en Capadocia (actual Kayseri).
El primer obispo de Nisa cuyo nombre se conserva fue Gregorio de Nisa, obispo de Nisa entre aproximadamente 372 a 394 y hermano de Basilio el Grande, obispo de la sede metropolitana, Caesarea en Capadocia. El obispo en el tiempos del Concilio de Éfeso de 431 era Heráclides. Musonio Participó en el Concilio de Éfeso II en 449, Ioannes en el Segundo Concilio de Constantinopla en 553, otro Ioannes en el Tercer Concilio de Constantinopla en 680, Paulo en el Concilio Quinisexto en 693, un tercer Ioannes en el Segundo Concilio de Nicea en 787, e Ignacio en el Concilio Fociano de Constantinopla (879). Un obispo del siglo X llamado Germano es también conocido por sus escritos eclesiásticos.
La Iglesia ortodoxa ha seguido nombrando obispos titulares de Nisa incluso después de que la ciudad y su comunidad cristiana hubieran dejado de existir. En la práctica, estos obispos ejercían su episcopado sobre comunidades cristianas ortodoxas en otros lugares. Desde 2012, el Obispo titular de Nisa es el obispo de la comunidad ortodoxa carpato-rusa de América.